# Oscar Ortiz
Pour les articles homonymes, voir Ortiz.
Oscar Alberto Ortiz, né le 8 avril 1953 à Chacabuco (Province de Buenos Aires), est un joueur de football argentin qui évoluait au poste d'attaquant.
Sélectionné à 23 reprises en équipe d'Argentine il a remporté la Coupe du monde 1978.

## Statistiques
- Équipe d'Argentine (1975-1979) : 23 matches, 3 buts
- Championnat d'Argentine (Primera Division) (1971-1976 / 1977-1983) : 317 matches, 32 buts

## Clubs
| Saison(s) | Club                      |
| --------- | ------------------------- |
| 1971-1976 | San Lorenzo               |
| 1976-1977 | Grêmio                    |
| 1977-1981 | Club Atlético River Plate |
| 1981-1982 | Club Atlético Huracán     |
| 1982-1983 | Independiente             |

## Titres
| Saison | Équipe         | Titre        |
| ------ | -------------- | ------------ |
| 1972   | San Lorenzo    | Metropolitan |
| 1972   | San Lorenzo    | Nacional     |
| 1974   | San Lorenzo    | Nacional     |
| 1977   | CA River Plate | Metropolitan |
| 1978   | Argentine      | Mondial 78   |
| 1979   | CA River Plate | Metropolitan |
| 1979   | CA River Plate | Nacional     |
| 1980   | CA River Plate | Metropolitan |
| 1983   | Independiente  | Metropolitan |